# Amore bellissimo
Amore bellissimo è un album del duo musicale Wess & Dori Ghezzi, pubblicato dall'etichetta Durium nel 1976.
Il disco è prodotto da Felice Piccarreda. Da esso vengono tratti i singoli Come stai, con chi sei/Più ti voglio bene, più te ne vorrei, il cui brano principale si classifica secondo al Festival di Sanremo 1976, e Amore bellissimo/La sola cosa che ho, il cui brano principale viene presentato dal duo, in qualità di ospiti, nella serata finale del Festival di Sanremo 1977.

## Tracce

### Lato A
1. Amore bellissimo
2. Batti e ribatti
3. Se qualcuno ti dirà
4. Ancora
5. Come stai, con chi sei

### Lato B
1. Sicura
2. Corale (Teneramente io e te)
3. Maledetto Benedetto
4. La sola cosa che ho
5. Qui